# 얀데레
얀데레(일본어: ヤンデレ)는 애니메이션과 미소녀 게임 등에서 주로 묘사되는 인물의 성격 중 하나를 가리키는 인터넷 유행어를 뜻한다.
누군가를 지극히 사랑하고 그 대상에 대해 질투와 집착을 가지며 사회통념상 인정 가능한 애정표현의 수준을 벗어난 극단적인 행위를 벌이는 성격 장애의 일종이다. 자신이 준 만큼 또는 그 이상의 사랑을 받기를 원하는 성격유형을 일컫는다.
정신적으로 병이 들었으면서 좋아하는 대상 앞에서는 부끄러워하기 때문에 '병들다'(病む 야무[*])와 '부끄러워하다'(でれでれ 데레데레[*])를 합쳐서 '얀데레'라고 부르게 되었다.

## 개요
원래는 정신 의학 지식에 기초해서 게임을 평론하던 플레이어들에서 유래한 단어이다. 얀데레성을 가진 캐릭터의 팬들은 과도한 애정표현에 호감을 느낀다. 정상인 상황에서 얀데레화하는 것을 '야미화(病み化)', '암화(闇化)', '흑화(黒化)' 등으로 부른다.

## 역사
얀데레라는 단어가 알려지게 된 것은 2005년 발매된 게임 'School Days'의 카츠라 코토노하와 같은 해 방송된 애니메이션 'SHUFFLE!'의 후요우 카에데가 계기였다.
School Days의 작가 메이자즈 누마키치(メイザーズぬまきち)는 카츠라 코토노하를 정신적인 히스테리가 있는 캐릭터로 만들 의도는 없었다고 한다. 쓰르라미 울 적에의 작가 류키시07은 '자신감을 잃은 남성이 자신 없이는 살지 못하도록 하려는 '연애 중독 소녀'를 요구한 결과가 얀데레'라고 말했다.
얀데레 캐릭터 예로는 '미래일기'의 가사이 유노, 'School Days'의 사이온지 세카이, 해피 슈가 라이프의 마츠자카 사토 등이 있다.

## 얀데레의 특징
얀데레는 성격 장애의 일종으로 묘사되며, 그 중 현존하는 성격 장애와 가장 가까운 성격장애는 경계선 성격장애와 비슷하다. 경계선 성격장애의 특징은 어떠한 사람에게 매우 집착적인 대인 관계를 가지고 있다. 그러면서 몹시 충동적이고 감정의 변화가 크다. 심각한 경우, 자해를 하고 집착하는 인물과 가까운 사람을 폭력적으로 위협하거나 살해하는 경우도 생긴다. 얀데레 캐릭터 역시 이에 기반하여 정서적으로 매우 불안한 상태로 묘사된다. 그 중에서 가장 대표적으로 묘사되는 것은 자신과 다른 사람에 대한 관계, 혹은 자신이 집착하는 대상과 다른 사람과의 관계에 집착한다.
얀데레의 또 다른 특징은 범죄를 저지른다는 것이다. 가장 두드러지는 특징은 상대에 대한 집착에서 비롯된 스토킹으로 시작하여 납치나 감금, 고문, 살해, 식인으로까지 이어질 수 있다. 

## 같이 보기
- 쿨데레
- 츤데레
- 도짓코
- 메가데레
- 멘헤라